# Xã Bowie, Quận Chicot, Arkansas
Xã Bowie (tiếng Anh: Bowie Township) là một xã thuộc quận Chicot, tiểu bang Arkansas, Hoa Kỳ. Năm 2010, dân số của xã này là 3.233 người.